# Меджед
Меджед (єгиптологічна назва mḏd) — другорядне божество у давньоєгипетській релігії, згадане в деяких примірниках «Книги мертвих». Хоча про це божество відомо небагато, його незвичайний вигляд зробив його популярним у сучасній культурі.

## Згадки
«Книга мертвих» складається з низки окремих давньоєгипетських похоронних текстів із супровідними ілюстраціями. Зазвичай вони написані на папірусі та використовувалися з найдавнішого періоду Нового царства (близько 1550 р. до н. е.) приблизно до 50 р. до н. е. Ці тексти містять магічні заклинання, деякі з яких призначені для надання померлій людині містичних знань, необхідних для подорожі в Дуат.
Зі знайдених примірників «Книги мертвих» обмежена кількість згадує невідому сутність у заклинанні 17b на ім'я «Меджед» (також пишеться «Метчет»).
У цих сувоях Меджед зображений як білий купол з очима, що підтримується двома людськими ногами. На кількох сувоях божество також зображено з червоним зав'язаним поясом над або під очима. Дослідники Ернест Альфред Волліс Бадж, Гельмут Мільде та Микола Тарасенко стверджували, що куполоподібний торс Меджеда є або саваном, або «безформним тілом», що символізує непомітну природу божества, а Іларія Карідді припустила, що очі та ноги Меджеда можуть означати його здатність «бачити, рухатися та діяти, навіть якщо люди не можуть його сприймати». На противагу цьому, Бернар Брюєр та Теренс Дюкен стверджували, що Меджед насправді є уособленням глечика для олії, а його червоний «пояс» — це насправді стилізована зав'язка на тканинній кришці.

## У масовій культурі
У 2012 році ілюстрації до папірусу Ґрінфілда виставлялися в Художньому музеї Морі в Токіо та Художньому музеї Фукуоки. Зображення Меджеда особливо привернули увагу японської публіки. Багато людей сприйняли Меджеда як веселого та безтурботного персонажа, що сприяло появі інтернет-мемів із ним. Він здався багатьом японцям схожим на привида К'ютаро — персонажа однойменного мультсеріалу 1965 року.
Меджед з'явився у японських мобільних відеоіграх, зокрема Fate/Grand Order (2017), манзі та на сувенірах. Меджед фігурує в іграх Shin Megami Tensei: Persona (2015) і Persona 5 (2016).

## Галерея

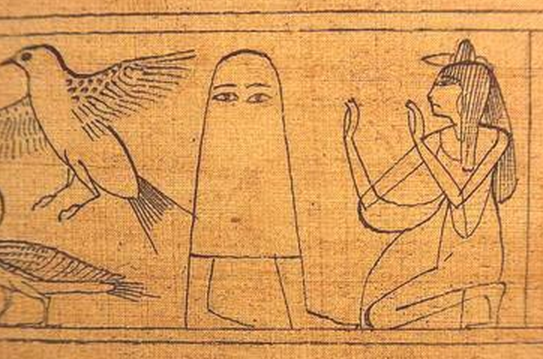
У папірусі Ґрінфілда
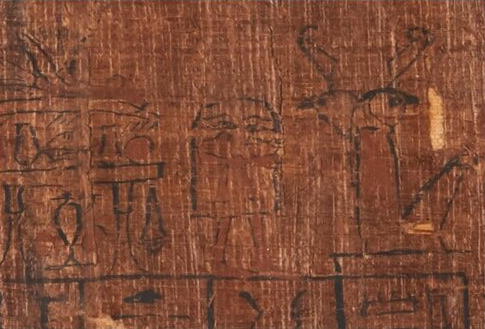
У папірусі Бодмера
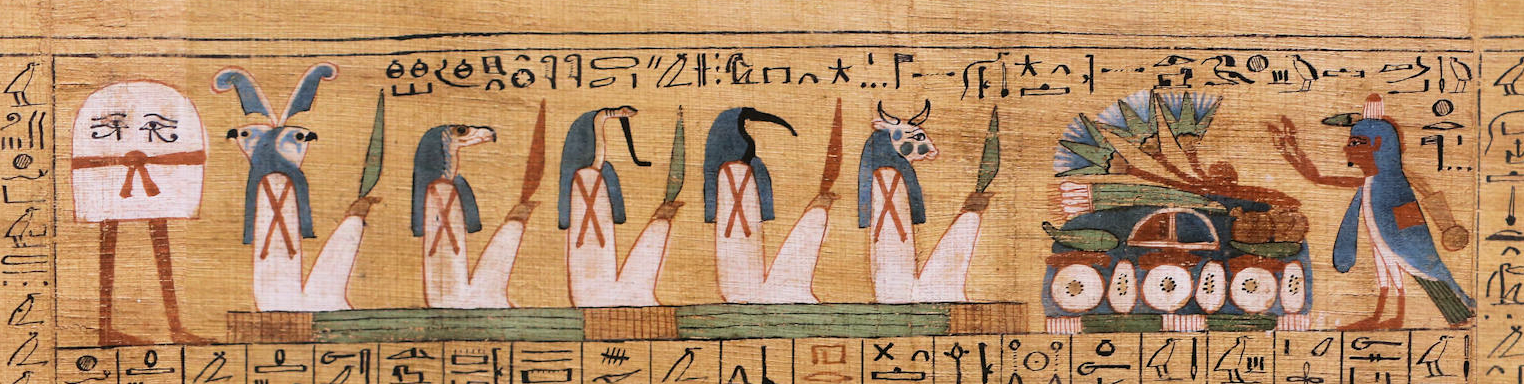
У Каїрському папірусі JE 95658